# Фројдова теорија завођења
Фројдова теорија завођења била је хипотеза коју је средином 1890-их поставио Сигмунд Фројд за коју је веровао да пружа решење за проблем порекла хистерије и опсесивне неурозе. Према теорији, потиснуто сећање на сексуално злостављање деце у раном детињству или искуство злостављања било је суштински предуслов за хистеричне или опсесивне симптоме. За опсесивне симптоме, Фројд укључује и активно сексуално злостављање до осме године живота. 
У традиционалном приказу развоја теорије завођења, Фројд је у почетку мислио да његови пацијенти причају више или мање чињеничне приче о сексуалном малтретирању и да само сексуално злостављање може бити одговорно за неурозе и друге проблеме менталног здравља његових пацијената. У року од неколико година Фројд је напустио своју теорију, закључивши да неке приче његових пацијената о сексуалном злостављању нису биле дословне, већ су биле фантазије. Никада није искључио да сексуално злостављање може бити узрок болести, већ једноставно да то није једини могући узрок.
Алтернативни приказ који је дошао до изражаја у недавним фројдовским студијама наглашава да је теорија, како је поставио Фројд, да хистерија и опсесивна неуроза настају као резултат несвесних сећања на сексуално злостављање у детињству. У три рада о теорији завођења објављена 1896. године, Фројд је изјавио да је са свим својим тренутним пацијентима успео да открије такво злостављање, углавном када су били млађи од четири године. Ови радови показују да пацијенти нису испричали приче о сексуалном злостављању у раном детињству; Фројд је користио аналитичку интерпретацију симптома и асоцијација пацијената, као и вршење притиска на пацијента, у покушају да изазове „репродукцију“ дубоко потиснутих сећања које је поставио. Иако је пријавио да је успео да постигне овај циљ, он је такође признао да пацијенти генерално нису убеђени да оно што су искусили указује на то да су заправо били сексуално злостављани у детињству. Фројдови извештаји о епизоди теорије завођења прошли су кроз низ промена током година, што је кулминирало традиционалном причом заснованом на његовом последњем извештају, у Новим уводним предавањима о психоанализи.